# Éver Valencia
Éver Augusto Valencia Ruiz (ur. 23 stycznia 1997 w Villavicencio) – kolumbijski piłkarz występujący na pozycji pomocnika w kolumbijskim klubie Independiente Medellín oraz w reprezentacji Kolumbii do lat 20. W swojej karierze grał także w Wiśle Kraków.

## Sukcesy

### Klubowe

#### Independiente Medellín
Mistrzostwo Kolumbii (1): Apertura 2016